# Joaquín Dumandre
Joaquín Dumandre fue un escultor del siglo XVIII.

## Biografía

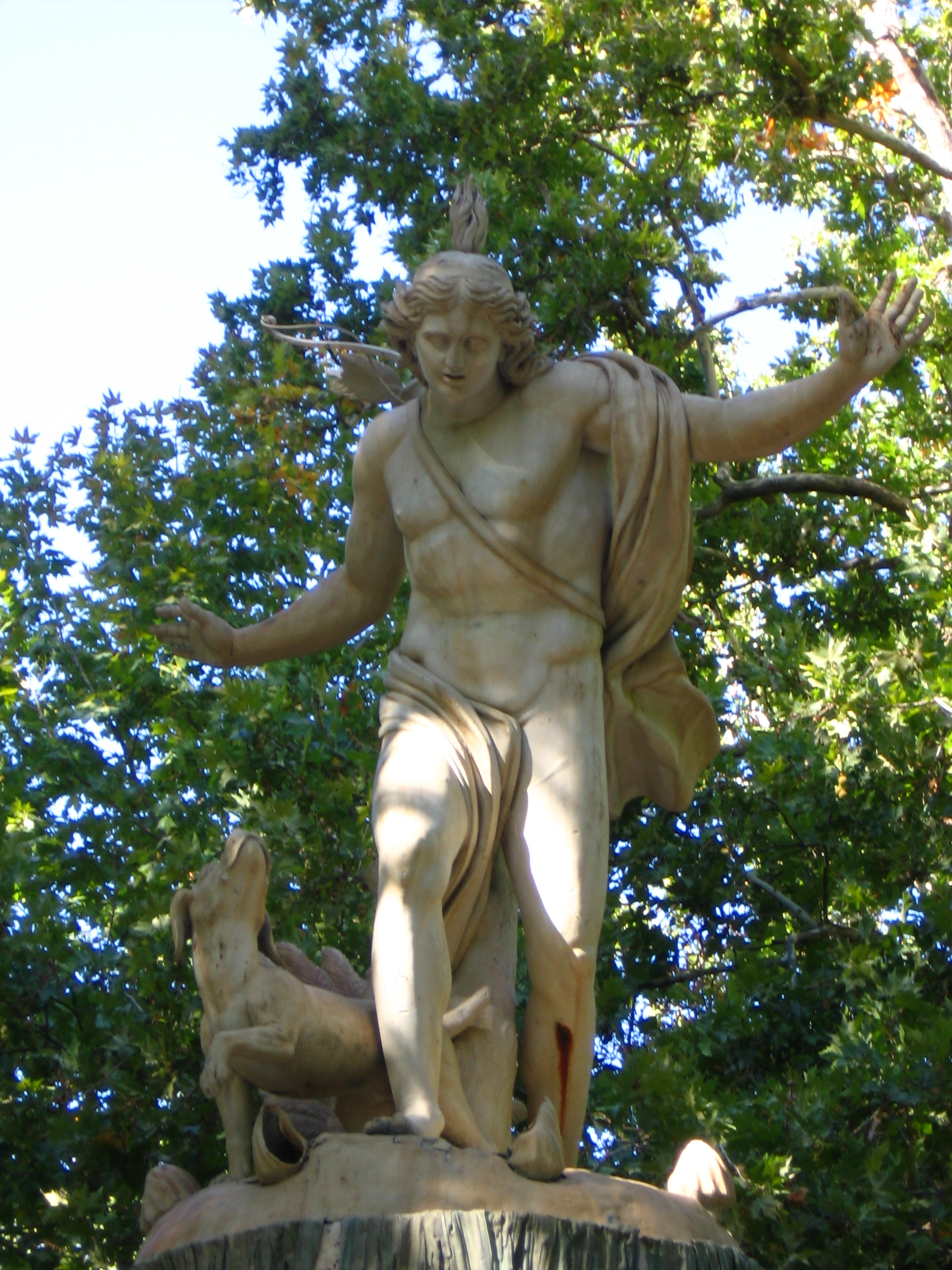
Fuente de Narciso en los jardines de Aranjuez

Habría sido hijo de Antonio Dumandre, un escultor francés llamado a España para trabajar en las obras del Real Sitio de San Ildefonso. Estudió la escultura bajo la dirección de su padre y le ayudó en muchas de sus obras, especialmente en las que ejecutó en los jardines de Aranjuez. Fueron también de su mano cuatro pilas de agua bendita existentes en la catedral de Segovia.